# Sequenciamento
Em biologia molecular, sequenciamento (português brasileiro) ou sequenciação (português europeu) é o processo de determinação da ordem sequencial das partes constituintes de um biopolímero não ramificado, isto é, a ordem de nucleotídeos de uma molécula de DNA ou RNA, ou de aminoácidos de uma proteína. O sequenciamento resulta numa representação linear simbólica conhecida como sequência, a qual sucintamente resume a estrutura da molécula sequenciada.

## Sequenciamento de DNA
Sequenciamento de DNA é o processo de determinação da ordem dos nucleotídeos de um dado fragmento de DNA. Até o momento, a maioria dos sequenciamentos de DNA foram feitas usando o método de terminadores de cadeia (método de Sanger) desenvolvido por Frederick Sanger. Esta técnica tem como princípio a terminação sequência-específica da reação de síntese de DNA utilizando nucleotídeos modificados, análogos aos dNTPs normais. Porém, novas tecnologias de sequenciamento, como o pirosequenciamento, estão ganhando força. Entre as principais vantagens desta nova tecnologia estão a rapidez e o custo reduzido do processo.
A sequência dos ácidos nucleicos codifica as informações necessárias à sobrevivência e à reprodução dos seres vivos. A determinação destas sequências é útil à pesquisa básica, para compreender como funciona a vida, assim como oferece soluções em âmbito aplicado. Em função do papel chave do DNA para os seres vivos, o conhecimento sobre a sequência de DNA pode ser útil em praticamente qualquer área da pesquisa em biologia. Por exemplo, na medicina ela pode ser útil para identificar, diagnosticar e potencialmente desenvolver tratamentos para doenças genéticas. Em pesquisas envolvendo patógenos, o sequenciamento pode levar a tratamentos para doenças contagiosas. De maneira similar, a biotecnologia pode utilizar as facilidades do sequenciamento para desenvolver produtos e serviços.

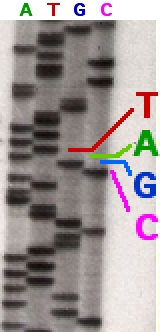
Parte de um gel de sequenciamento, pelo método de Sanger, marcado radioativamente

### Sequenciamento pelo método de Sanger
O sequenciamento pelo método de terminadores de cadeia (método de Sanger) envolve a síntese de DNA a partir de primers, pequenos moldes de DNA (oligonucleotídeos) complementares a uma região específica de DNA. A partir desta região, uma nova fita de DNA é produzida, pela ação de uma enzima capaz de replicar DNA: a DNA polimerase. Na reação, juntamente com os primers e a enzima, são adicionados os 4 desoxinucleotídeos (dNTPs de A, T, C e G); e uma pequena concentração de nucleotídeos terminadores (mais comumente um dideoxinucleotídeo: ddNTP de A, T, C e G). A incorporação limitada dos terminadores na cadeia crescente de DNA, pela DNA polimerase, interrompe a extensão da fita no ponto de inserção do nucleotídeo terminador específico, o qual foi utilizado na reação. São procedidas reações envolvendo os 4 ddNTPs separadamente, de modo a gerar fragmentos terminados nos 4 ddNTPs existentes. Isto produz fragmentos truncados da sequência completa de interesse. Os fragmentos obtidos, possuindo diferentes tamanhos, são separados por peso molecular em processos de eletroforese em gel de agarose (ver imagem ao lado), ou mais comumente através de capilares preenchidos por um polímero viscoso, no qual os fragmentos correm, ordenadamente, dos mais leves aos mais pesados.
Os primers que participam de cada uma das reações, envolvendo separadamente cada um dos terminadores, podem possuir marcadores que os identificam, porém, em alternativa a marcação dos primers, os terminadores podem ser marcados. A vantagem desta estratégia reside na possibilidade de se fazer o sequenciamento completo em apenas uma reação, ou seja, sem a necessidade de proceder uma reação específica com cada um dos ddNTPs isoladamente. Cada um dos quatro ddNTPs são marcados com um fluorocromo diferente, o qual emite fluorescência a um determinado comprimento de onda. A marcação dos ddNTPs ao invés dos primers resulta em um método mais rápido e fácil.

### Pirosequenciamento
Pirosequenciamento é uma técnica de sequenciamento desenvolvida por Pål Nyhren e Mostafa Ronaghi. Esta técnica tem como princípio a detecção do pirofosfato liberado durante a incorporação do nucleotídeo, ao invés da terminação da cadeia de DNA com ddNTPs. De maneira geral, no pirosequenciamento, fitas simples de DNA são aneladas a beads (grânulos) e amplificados via EmPCR (emulsion-based PCR). Estas moléculas de DNA associadas a beads são então colocadas em placas, localizadas próximas a uma fibra ótica, juntamente com enzimas que produzem luz na presença de ATP. Quando nucleotídeos (dNTPs) são adicionados à reação, luzes passam a ser emitidas a medida que estes são incorporados sequencialmente a cadeia crescente de DNA. Os diferentes sinais luminosos são registrados por um detector de fótons do aparelho. As últimas plataformas de sequenciamento desenvolvidas são capazes de sequenciar, aproximadamente, 25 x 106 bases em 4,5 horas, por meio de uma única plataforma de sequenciamento.

## Sequenciamento de RNA
Moléculas de RNA são menos estáveis nas células, e também mais propensas a degradação por nucleases em procedimentos experimentais. Como o mRNA é gerado por transcrição a partir do DNA, a informação genética que estes carregam está presente no DNA celular. Porém, muitas vezes, a sequência de RNA é requerida, principalmente nos casos de mRNAs eucarióticos, os quais não necessariamente correspondem a sequência exata da fita molde de DNA, uma vez que os íntrons são removidos durante o processamento do mRNA. Para sequenciar RNA, é usual se proceder uma transcrição reversa a partir da sequência contida na fita simples de RNA, gerando uma cópia de cDNA por meio de RT-PCR, a qual poderá ser sequenciada como descrito acima.

## Sequenciamento de proteínas
Métodos para realizar o sequenciamento de proteínas incluir:
- Degradação de Edman
- Peptide mass fingerprinting (PMF)
- Espectrometria de massa
- Protease digests

Se o gene que codifica a proteína é conhecido, atualmente é muito mais fácil sequenciar o DNA e inferir a sequência da proteína. Determinar parte da sequência de aminoácidos de uma proteína (geralmente uma extremidade) por um dos métodos acima pode ser suficiente para identificar um clone portador desse gene.

## Sequenciamento de polissacarídeos
Embora os polissacarídeos também sejam biopolímeros, não é tão comum falar em "sequenciar" um polissacarídeo, por várias razões. Embora muitos polissacarídeos sejam lineares, muitos têm ramos. Muitas unidades diferentes (monossacarídeos individuais) podem ser usadas e ligadas de maneiras diferentes. No entanto, a principal razão teórica é que, enquanto os outros polímeros listados aqui são gerados primariamente de maneira "dependente de modelo" por uma enzima processiva, cada união individual em um polissacarídeo pode ser formada por uma enzima diferente. Em muitos casos, o assembly não é especificado exclusivamente; Dependendo de qual enzima atua, uma das várias unidades diferentes podem ser incorporada. Isso pode levar à formação de uma família de moléculas semelhantes. Isto é particularmente verdadeiro para polissacarídeos vegetais. Métodos para a determinação da estrutura de oligossacarídeos e polissacarídeos incluem espectroscopia de RMN e análise de metilação.